# Станислав (село)

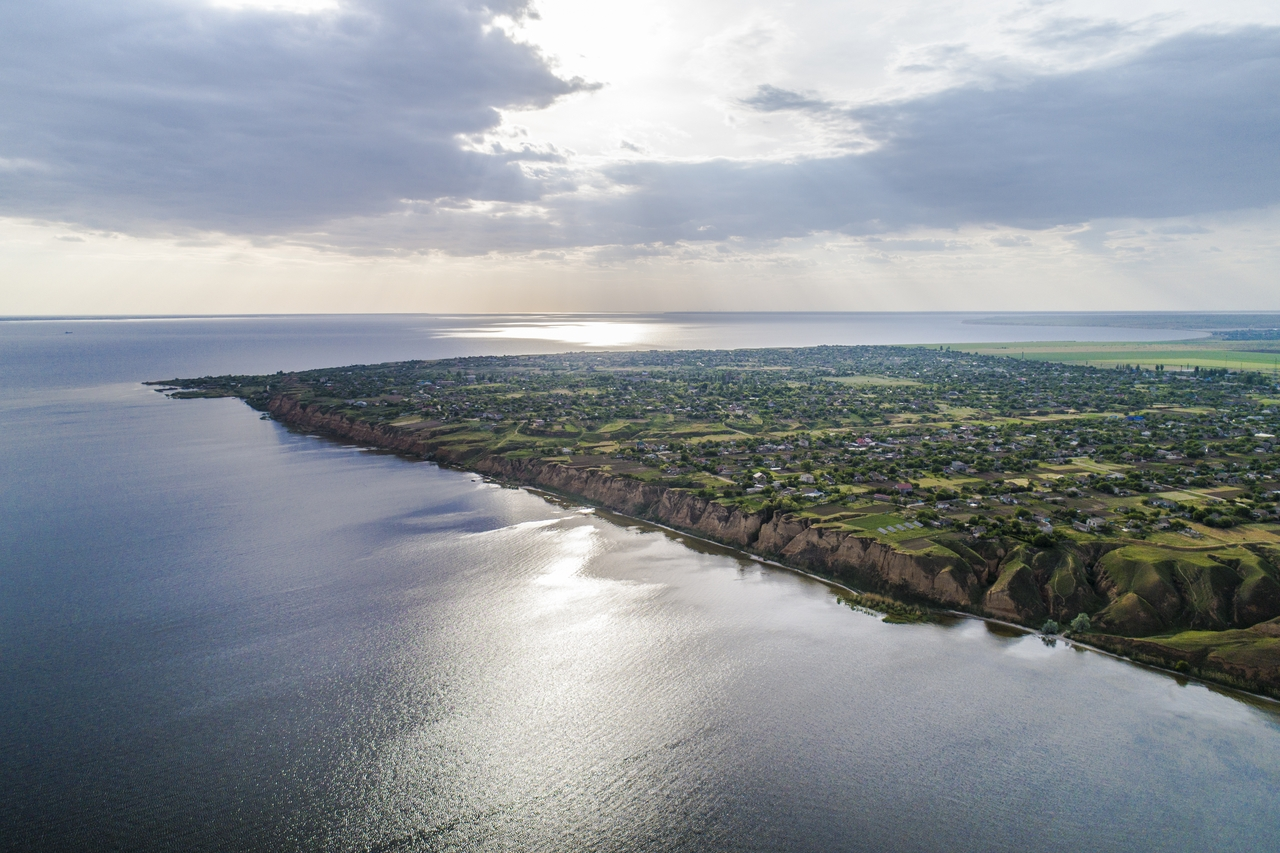
Вид на село с высоты

Станислав (укр. Станіслав) — село в Херсонском районе Херсонской области Украины. Центр Станиславской сельской общины.
Расположено на правом берегу Днепровского лимана, в 30 км от районного центра, на автодороге Т 1501 (Херсон — Александровка).
Почтовый индекс — 75051. Телефонный код — 5547. Код КОАТУУ — 6520386501.
С 26 марта по 10 ноября 2022 года село находилось под российской оккупацией в ходе вторжения России в Украину.

## Население
Население по переписи 2001 года составляло 4941 человек.

### Языковой состав
Родной язык населения по данным переписи 2001 года:
| Язык       | Численность, чел. | Доля     |
| ---------- | ----------------- | -------- |
| Украинский | 4 360             | 88,24 %  |
| Русский    | 483               | 9,78 %   |
| Другое     | 98                | 1,98 %   |
| Итого      | 4 941             | 100,00 % |

## Местная власть
75051, Херсонская обл., Херсонский р-н., с. Станислав, ул. Свободы, 15.

## Известные уроженцы
- Гаркуша Иван Никифорович — (1921—2001) — советский военачальник, генерал-лейтенант танковых войск
- Шепель, Георгий Андреевич — (1901—19??) — советский военный деятель, полковник.